# إيريبا مردوخ
إيريبا مردوخ هو ملك بابلي كلداني تولى حكم مملكة بابل من سنة 769-761 ق م بعد وفاة مردوخ بيل زيري، عرف نفسه بأنه أحد أبناء مردوخ شاكين شومي وقد عرفته الألواح الآشورية بكونه أول كلداني يحكم بابل وأنه تولى الحكم بعد تمرد كلداني في الجنوب، حيث عرف هذا الملك عن نفسه بأنه كلداني ومن قبيلة بيث ياقين وقد لقب نفسه بشيخ وأعاد احتفال أكيتو في بابل وأعاد تمثال مردوخ إلى معبد إيساكيلا في بابل، وقد عرف نفسه بباني ومؤسس الأرض، وقد ذكر أيضاً أن طرد البدو ألذين كانوا يغيرون على المزارع جوار بابل وبورسيبا، فيما كشف نص يعود لعصر آسرحدون كيف قام بإعمار معابد عشتار وإيانا في أوروك وقام ببناء مشاريع مائية هناك لينقل الماء إلى أوروك، تولى الحكم بعده نبو شوما إشكون.